# Elser Holz – Rottberg
Das Naturschutzgebiet Elser Holz – Rottberg liegt auf dem Gebiet der kreisfreien Stadt Paderborn in Nordrhein-Westfalen.
Das aus zwei Teilflächen bestehende Gebiet erstreckt sich westlich des Paderborner Vororts Elsen und östlich von Scharmede, einem östlichen Stadtteil von Salzkotten. Im südlichen Bereich verläuft die Kreisstraße K 28 durch das Gebiet hindurch, westlich verläuft die K 3 und nördlich die K 5. Östlich verlaufen die Landesstraße L 756 und die A 33 und fließt die Alme, ein linker Zufluss der Lippe.

## Bedeutung
Das etwa 208 ha große Gebiet wurde im Jahr 1999 unter der Schlüsselnummer PB-049 unter Naturschutz gestellt.